# 이스타TV
이스타TV는 2016년 4월에 개설된 주식회사 랩추종윤에서 제작한 축구 유튜브 채널이다. 아프리카 TV에서 BJ닉네임 '이스타이주헌'으로 2018년부터  파트너 BJ로 활동을 하였지만, 다양한 시청층을 확보하기 위하여 2020년 10월 27일부터 유튜브와 아프리카TV에 동시송출을 하게 됨으로써 파트너 BJ계약을 해지하였다.

## 출연진

### 패널
- 이주헌: 박종윤과 함께 미디어 컨텐츠 제작 법인인 주식회사 랩추종윤의 공동대표를 맡고 있다. MBC SPORTS+ 축구 해설위원이며, 주식회사 랩추종윤에서 기획하고 제작하는 팟캐스트 히든풋볼과 주책남들의 진행자이며, 아프리카TV BJ이자 이스타TV 채널을 운영하는 유튜버이다. '이스타'는 히든풋볼 런칭 이전부터 쓰였던 이주헌의 가장 대표적인 별명으로 그와 관련된 닉네임에 이 별명이 사용된다.  2018년 3월 10일 맨체스터유나이티드FC와 리버풀 FC의 프리미어리그 2017-18 30라운드 경기를 감스트와 합방 중 퀵뷰 50장 내기에서, 리버풀 FC가 승리하는데 걸었지만 리버풀 FC가 경기에서 패배를 하게 되자 퀵뷰를 주기 싫었던 이주헌은 카메라에 대고 '추멘'을 외친 이후 별명이 '추멘'이 되었다. 그 이후부터 이스타TV에서 진행하는 컨텐츠 이름에 추멘의 '추'가 붙기를 시작하였다.[2] 이스타TV의 유튜브 컨텐츠중 이상형월드컵 컨텐츠가 있는데 그 중 과자편에서 프링글스를 떨어뜨리고 애플쿠키를 뽑아 많은 시청자들에게 민심을 잃고 틀딱이라는 별명도 생겼다. 그 와중에 번개맨 본인은 틀딱 아닌척한다. 꼭 음식을 먹을 때 케찹을 찍어먹고 냄새를 맡는 습관이 있다. 삼계탕도 케찹에 찍어먹는다.

- 박종윤: 이주헌과 함께 주식회사 랩추종윤의 공동대표이다. 전 SPOTV 캐스터였지만 현재는 프리랜서 아나운서이자 이주헌과 함께 팟캐스트 히든풋볼과 주책남들의 진행자이며, 아프리카TV BJ이자 이스타TV 채널을 운영하는 유튜버이다.  2020년 3월 재고처리 용으로 이스타와 박종윤의 흑역사를 유튜브에 업로드하며 이 영상이 다시 화제가 됐는데[3] 이스타TV의 고정 출연진 중 한명인 황덕연이 영상의 박종윤을 보고 번개맨이라고 지칭한 이후 그의 별명이 되었고, 그 이후 그와 관련된 컨텐츠 이름에 번개맨의 '번'이 붙기 시작하였다. 아스널FC의 팬으로[4] 아스널 관련 영상에 박종윤이 출연을 하면 조회수가 다른 영상보다 잘 나오는 경향이 있다.
- 황덕연: 쿠팡플레이 소속 축구 해설위원이다. U-23 대표팀에서 대표팀의 장비를 관리하는 킷 매니저도 겸직 했었다. 과거에 마라탕 가게를 운영한 적이 있어서[5] 마라황이라는 별명이 있고, 최근에는 이스타TV의 컨테츠 중 하나인 월드컵시리즈에서 열사라는 별명이 있다. 이집트에 출장을 갔다온 후 14일간의 자가격리 기간 중 7일을 짜장면만 먹는 브이로그를 찍기도 하였다. 자신의 동영상을 올리는 자신만의 유튜브 채널도 가지고 있다.고향은 전주이며 전북현대의 오래된 팬이고 지금 현재는 전북현대 오피셜 유튜브 계정에 경기 전 프리뷰를 하는 [프리뷰쇼 그린데이]의 MC를 맡고있다.
- 임형철:  SPOTV 소속 축구 해설위원으로 최연소 축구 해설위원이라는 타이틀을 가지고 있다. 이스타TV의 고정 출연진에서 가장 막내이며, 출연진 중 막내라는 위치에 맞지 않는 입담과 외모로 출연진들 사이에서 놀림을 받으며, 연애를 한 경험이 없는 것이 캐릭터가 된 케이스로 관련 컨텐츠와 별명이 많다. 리버풀FC의 팬으로 리버풀 팬의 별명인 '콥'을 이름에 붙여 '콥형철'이라는 별명이 있다.
- 김수빈: 프리랜서 스포츠 캐스터이다.

### 고정 게스트
- 송영주: SPOTV 소속 축구 해설위원으로, 축구계의 혹부리 영감이라고 불릴 정도로 오래된 축구 이야기부터 최근의 축구 이야기를 다 통섭할 수 있는 인물이다. FC 바르셀로나의 오랜 팬[6]으로 박종윤과 마찬가지로 그가 FC바르셀로나와 관련된 영상에 출연을 하면 조회수가 다른 동영상대비 잘나오는 경향이 있다. 랩추종윤에서 기획하는 히든풋볼SL에 패널로 출연 중이며 이스타TV 유튜브에서 라리가 관련 이슈에 패널로 자주 등장한다. 그 역시 황덕연과 마찬가지로 또영주tv라는 유튜브 채널을 개설하여 운영중이다.

- 박찬우: 前MBC소속 축구 해설위원으로. 송영주와 마찬가지로 축구에 관한 지식이 상당하다. 랩추종윤에서 기획하는 히든풋볼SL에 패널로 출연 중이다. FC 인테르나치오날레 밀라노의 오랜 팬[7]이며 FC 인테르나치오날레 밀라노의 감독인 안토니오 콘테에 관하여 비판을 하거나 칭송을 하는 컨텐츠가 자주 올라온다. 이스타TV 유튜브에서 세리에 A 관련 이슈에 패널로 자주 등장하며, 상대적을 국내에서는 관심이 덜한 세리에 A 관련 영상임에도 불구하고 박찬우의 인테르 관련 영상 조회수는 언제나 10만 이상을 기록하고 있다. 박종윤은 이런 그를 보고 인테르 영상으로 조회수 10만이상을 기록할 수 있는 유일한 사람이라고 표현을 하였다.

- 손수호: 주식회사 랩추종윤의 이주헌, 박종윤과 함께 3대 주주중 한명이다. 인천 유나이티드FC의 팬이며 이 때문에 히든풋볼을 즐겨듣다가 이주헌과 연을 맺었다. 랩추종윤이 제작하는 주책남들의 멤버이며, 히든풋볼 K에서 ‘월간 강동원’과 이스타TV에서 ‘손이가요’라는 축구와 법률 상식을 결합한 콘텐츠를 맡고 있다. 2020년에는 아예 인천 팬만을 겨냥한 '히든인천'을 런칭했고, 미제사건을 다루는 '수호미스터리극장'이라는 이스타TV 멤버쉽 컨텐츠를 제작하고 런칭했다.

- 김환: 전 풋볼리스트, 일간스포츠 기자 출신으로 다음과 네이버에서 축구 칼럼을 연재하기도 했다. 2015년부터 JTBC 해설위원으로 활동하고 있다. 이스타TV 초반부터 함께 해온 개국공신 중 한명으로 이주헌, 박종윤과 함께 축구 팟캐스트 히든풋볼의 주축이자 주책남들의 작가로도 활동 중이다.
- 류청
- 김용남
- 강성주
- 김의중
- 장지현
- 한준희